# Большая Лоптюга
Больша́я Ло́птюга — река в Удорском районе Республики Коми, левый приток реки Мезень.
Средний расход воды — 19,6 м³/с. Высота устья — 96,4 м над уровнем моря.
Длина — 160 км, площадь бассейна — 2030 км². Питание смешанное, с преобладанием снегового. Половодье в мае. Среднегодовой расход воды в районе села Буткан (5,8 км от устья) составляет 19,59 м³/с (данные наблюдений с 1957 по 1988 год).
Крупнейшие притоки — Ёд (левый); Субач, Ядмас (правые).
Большая Лоптюга начинается к юго-востоку от Усогорска рядом с границей Архангельской области, на высоте 182,5 метра над уровнем моря. Река течёт в почти ненаселённой местности, по заболоченной равнине, скорость течения небольшая, русло крайне извилисто.
В месте впадения Большой Лоптюги в Мезень стоит село Буткан.

## Притоки
(км от устья)
- Недзъёль (лв)
- 17 км: Чирью (лв)
- 24 км: Пылью (лв)
- Кодеръёль (лв)
- 56 км: Вожаёль (пр)
- 62 км: Ёд (лв)
- 66 км: Ядмас (пр)
- 91 км: Субач (пр)
- 94 км: Караска (лв)
- 105 км: река без названия (пр)
- 108 км: Лоптюга (пр)

## Данные водного реестра
По данным государственного водного реестра России и геоинформационной системы водохозяйственного районирования территории РФ, подготовленной Федеральным агентством водных ресурсов:
- Бассейновый округ — Двинско-Печорский
- Речной бассейн — Мезень
- Речной подбассейн — отсутствует
- Водохозяйственный участок — Мезень от истока до водомерного поста у деревни Малая Нисогора[2].